# 감천동
감천동(甘川洞)은 부산광역시 사하구의 법정동이자, 행정동으로는 감천1동과 감천2동으로 구성되어 있다. 행정동 감천1동은 주거지와 공업시설, 항만시설이 결합되어 있으며 감천2동은 부산광역시에서 '태극도마을'이자 달동네로 알려진 저소득층 집단 주거지이다.

## 감천1동

### 감천항
감천항은 동편부두와 서편부두로 나뉘며 주로 러시아 선박들이 입항한다. 또한 냉동창고, 콘크리트, 시멘트 공장 등이 위치하게 된다.

## 감천2동
감천2동은 부산광역시 내 낙후지역에 속한다. 태극도 신앙촌인 태극도마을은 대표적인 달동네로 알려져 있다. 그러나 감천문화마을이 되고 나서 부산의 대표적인 관광지가 되었다.

### 영화 촬영지
감천문화마을이 영화 촬영지로 사용되었다. 부산광역시를 홍보하는데 쓰였다.

### 관련 매체
- 산동네 공부방

## 교육시설
- 삼성중학교
- 감천중학교
- 장평중학교
- 감천초등학교
- 옥천초등학교
- 서천초등학교
- 부일전자디자인고등학교
- 부일외국어고등학교
- 삼성여자고등학교

## 사진

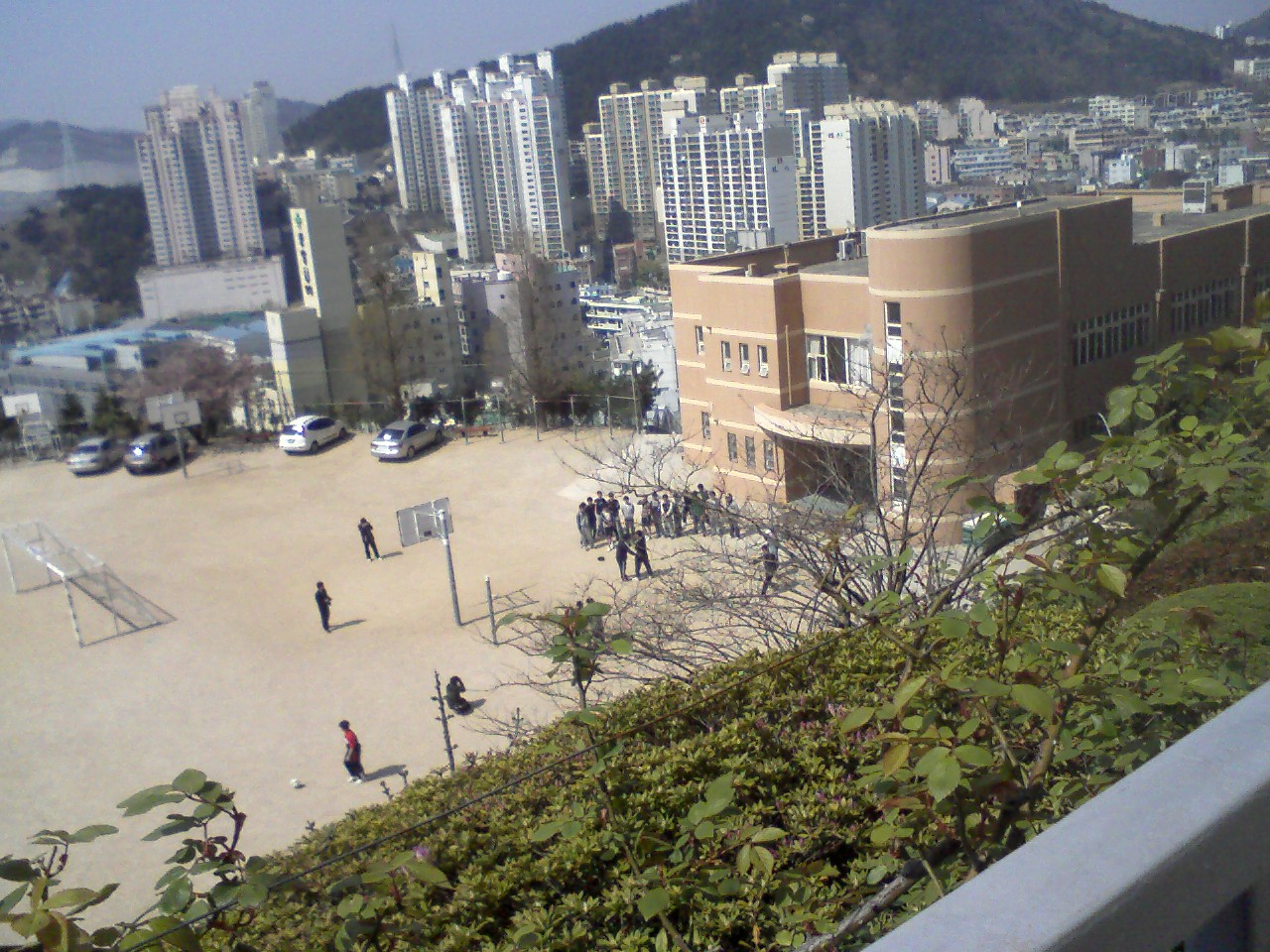
부일전자디자인고등학교
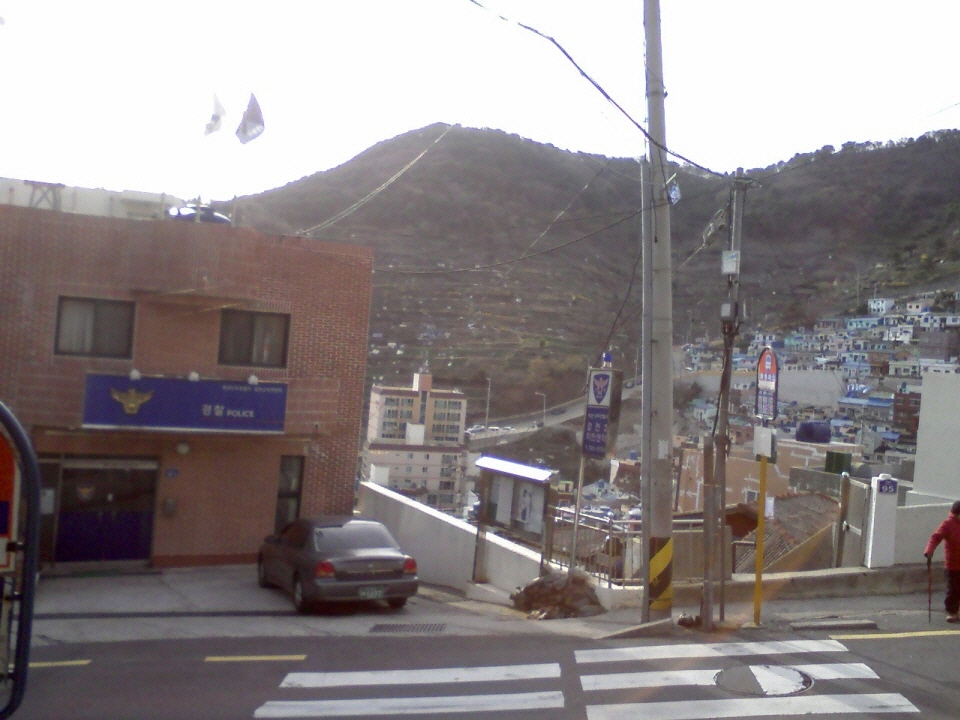
감천2동 치안센터
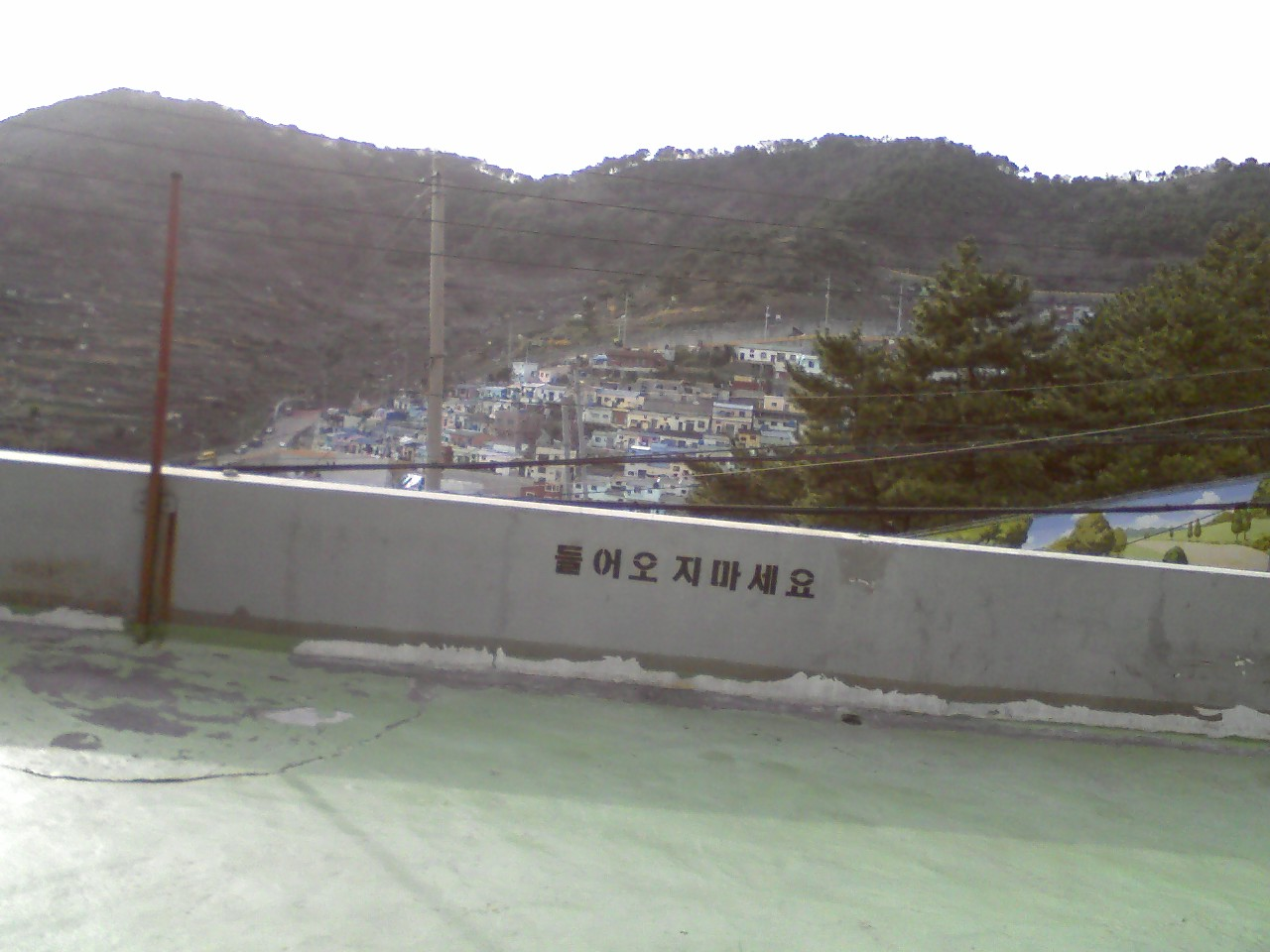
달동네로 알려진 감천2동의 서쪽

## 같이 보기
- 아미산
- 천마산